# Clubiona sertungensis
Clubiona sertungensis là một loài nhện trong họ Clubionidae.
Loài này thuộc chi Clubiona. Clubiona sertungensis được miêu tả năm 1996 bởi Hayashi.